# Saab 99
Saab 99 je automobil střední třídy, který se vyráběl v letech 1968–1984. První tvary připravovaného modelu navrhl již roku 1959 Sixten Sason. Vyráběn byl v závodech ve Finsku a Švédsku.
Synonymem Saabu se stal čtyřválcový řadový motor. V roce 1978 se Saab proslavil přeplňováním pomocí turbodmychadla. Saab 99 byl třetím automobilem na světě, který byl sériově vybaven turbodmychadlem. Saab 99 Turbo byl také prvním automobilem v historii, který zvítězil na rally s přeplňovaným motorem. Za volantem tehdy v roce 1979 seděl jezdec Stig Blomqvist.
Saab 99 byl poprvé uveden 22. listopadu 1967. Celkem bylo vyrobeno 588 643 automobilů Saab 99; včetně Saabu 90 je to celkově 614 003 automobilů.

## Výkonové statistiky
- Saab 99E 1.85 l 95 hp/DIN. Zrychlení 0-100 km/h 14,6 s; Maximální rychlost 161,5 km/h.
- Saab 99 EMS 118 hp/DIN. Zrychlení 0-100 km/h 11,6 s, 0-160 km/h 41,0 s; Maximální rychlost 175,6 km/h.
- Saab 99 Turbo 145 hp/DIN. Zrychlení 0-100 km/h 9,2 s, 0-160 km/h 26,2 s; Maximální rychlost 196,7 km/h.

## Účast ve WRC
| No. | Událost                          | Sezóna | Jezdec         | Spolujezdec     | Automobil     |
| --- | -------------------------------- | ------ | -------------- | --------------- | ------------- |
| 1   | 27th International Swedish Rally | 1977   | Stig Blomqvist | Hans Sylvan     | Saab 99 EMS   |
| 2   | 29th International Swedish Rally | 1979   | Stig Blomqvist | Björn Cederberg | Saab 99 Turbo |

## Produkce

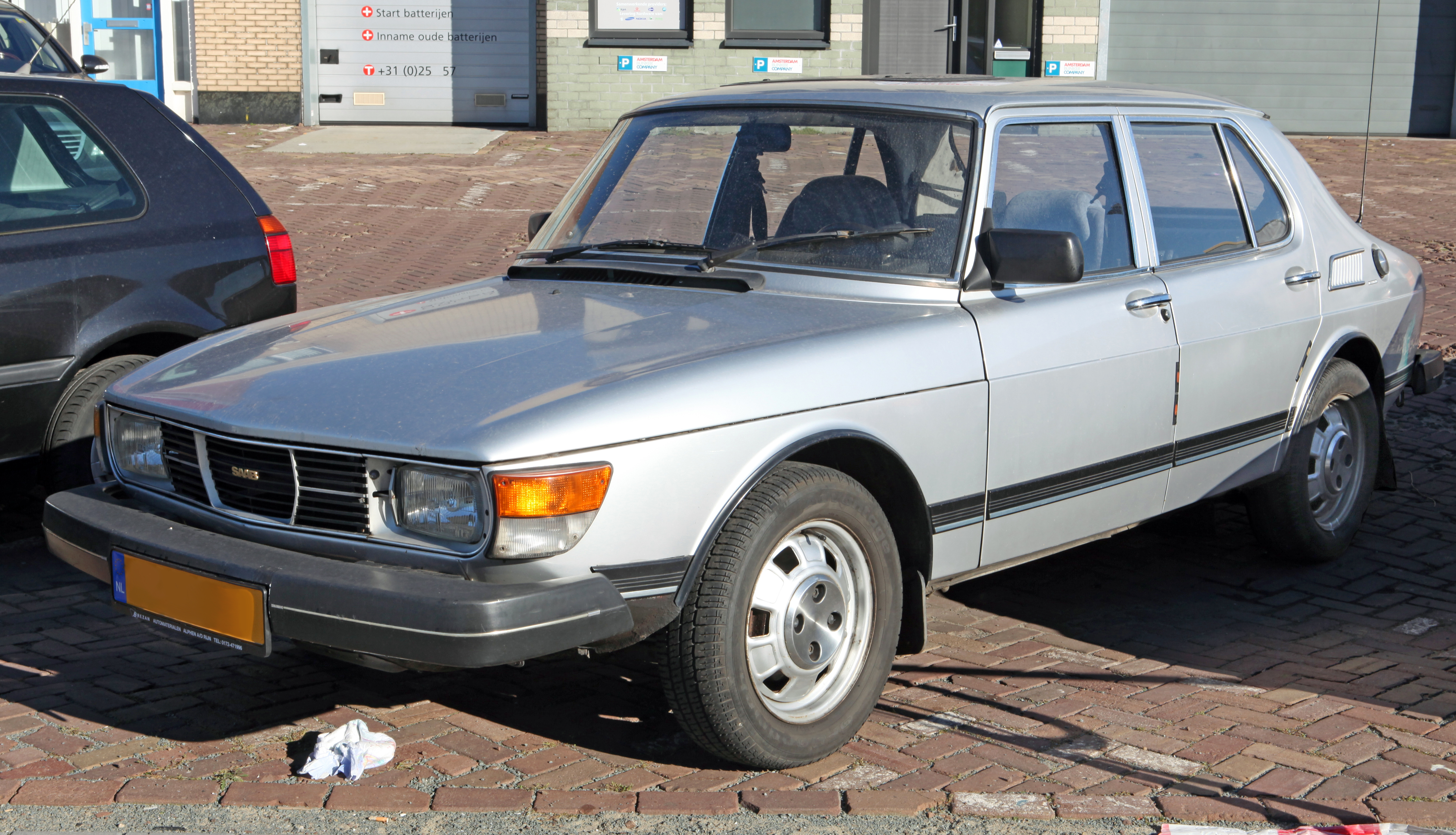
Čtyřdevřový sedan Saab 99 z roku 1982

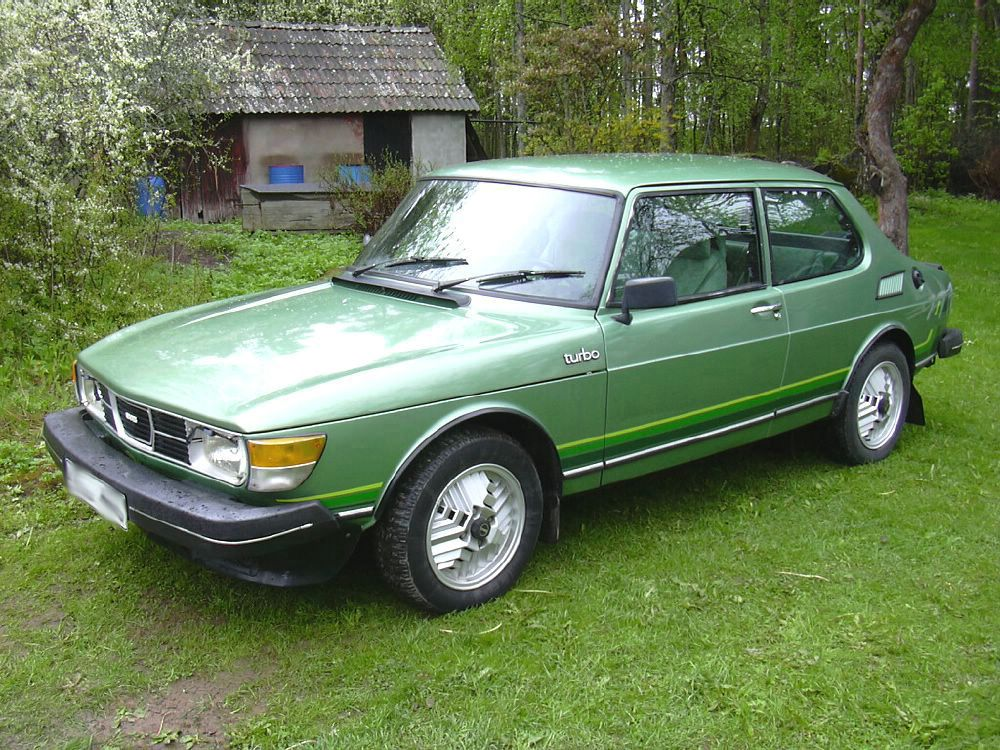
Saab 99 Turbo

| Rok  | Produkce | Rok  | Produkce |
| ---- | -------- | ---- | -------- |
| 1967 | 25       | 1976 | 72 819   |
| 1968 | 4 190    | 1977 | 60 316   |
| 1969 | 19 411   | 1978 | 45 851   |
| 1970 | 29 755   | 1979 | 22 443   |
| 1971 | 35 136   | 1980 | 17 108   |
| 1972 | 45 001   | 1981 | 13 381   |
| 1973 | 52 065   | 1982 | 20 006   |
| 1974 | 62,637   | 1983 | 17 187   |
| 1975 | 64 167   | 1984 | 7 145    |